# الموتى السائرون (الموسم 5)
الموسم الخامس من مسلسل الموتى السائرون، مسلسل رعب ودراما أمريكي عرض على قناة «AMC»، في 12 أكتوبر، 2014، واستمر لستة عشرة حلقة حتى 29 مارس، 2015.

## الممثلين والشخصيات

### شخصيات رئيسية
- أندرو لينكولن بدور ريك غرايمز بطل المسلسل، شرطي سابق من مقاطعة كينغ، في ولاية جورجيا
- نوررمان ريديس بدور ديرل ديكسن
- ستيف يون بدور غلين ري، فتى توصيل بيتزا سابق
- لورين كوهان بدور ماغي غرين، ابنة هيرشل الكبرى
- تشاندلر ريغس بدور كارل غرايمز، أبن ريك ولوري
- داناي غوريرا بدور ميشون
- ميليسا مكبرايد بدور كارول بيليتير، صديقة لوري المقربة منذ بدأ الأحداث
- تشاد إل. كولمان بدور تايريس ويليامز
- سونيكوا مارتن غرين بدور ساشا ويليامز
- لورنس غيليارد بدور بوب ستوكي
- الآنا ماسترسون بدور تارا تشامبلر

### شخصيات ثانوية
- إيميلي كيني بدور بيث غرين، ابنة هيرشل الصغرى واخت ماغي
- مايكل كودليتز بدور ابرهام
- جوش مكديرميت بدور يوجين العالِم

### شخصيات متكررة الظهور
- دينيس كروسبي بدور ماري؛ والدة غاريث وأحد سكنة تيرمينيس. (الموسم الرابع، ضيفة في الموسم الخامس)
- كريس كوي بدور مارتن؛ أحد أعضاء مجموعة غاريث. (الموسم الخامس)
- كريستين وودس بدور دون ليرنر؛ ضابطة شرطة، وقائدة مجموعة من الضباط يسكنون في مستشفى غريدي ميموريال. (الموسم الخامس)
- تايلر جيمس ويليامز بدور نوا؛ أحد سكنة مستشفى غريدي ميموريال. (الموسم الخامس)
- جوردان وودس روبينسون بدور إيريك؛ أحد سكنة الإسكندرية. (الموسم الخامس–الآن)
- ميجور دودسون بدور سام أنديرسون؛ ابن جيسي الأصغر. (الموسم الخامس–السادس)
- أوستن أبرامز بدور رون أنديرسون؛ ابن جيسي الأكبر. (الموسم الخامس–السادس)
- مايكل تراينور بدور نيكولاس؛ أحد سكنة الإسكندرية. (الموسم الخامس–السادس)

## الحلقات
طالع أيضاً: قائمة حلقات الموتى السائرون
| التسلسل الإجمالي | تسلسل الموسم | عنوان الحلقة "بالإنجليزية"          | إخراج                | كتابة                       | تاريخ العرض    | عدد المشاهدين (بالمليون) |
| ---------------- | ------------ | ----------------------------------- | -------------------- | --------------------------- | -------------- | ------------------------ |
| 52               | 1            | «No Sanctuary»                      | غريغ نيكوتيرو        | سكوت إم. إغيمبل             | 12 أكتوبر 2014 | 17.29                    |
| 53               | 2            | «Strangers»                         | ديفيد بويد           | روبرت كيركمان               | 19 أكتوبر 2014 | 15.14                    |
| 54               | 3            | «Four Walls and a Roof»             | جيفري أف. جانيواري   | أنجيلا كانغ وكوري ريد       | 26 أكتوبر 2014 | 13.80                    |
| 55               | 4            | «Slabtown»                          | مايكل إي. ساترازيميس | ماثيو نيغريتي وتشانينغ بويل | 2 نوفمبر 2014  | 14.52                    |
| 56               | 5            | «Self Help»                         | إيرنيست ديكيرسون     | هيذر بيلسون وسيث هوفمان     | 9 نوفمبر 2014  | 13.53                    |
| 57               | 6            | «Consumed»                          | سيث مان              | ماثيو نيغريتي وكوري ريد     | 16 نوفمبر 2014 | 14.07                    |
| 58               | 7            | «Crossed»                           | بيلي غيرهارت         | سيث هوفمان                  | 23 نوفمبر 2014 | 13.33                    |
| 59               | 8            | «Coda»                              | إيرنيست ديكيرسون     | أنجيلا كانغ                 | 30 نوفمبر 2014 | 14.81                    |
| 60               | 9            | «What Happened and What's Going On» | غريغ نيكوتيرو        | سكوت إم. غيمبل              | 8 فبراير 2015  | 15.64                    |
| 61               | 10           | «Them»                              | جوليوس رامزي         | هيذر بيلسون                 | 15 فبراير 2015 | 12.27                    |
| 62               | 11           | «The Distance»                      | لاريسا كوندراكي      | سيث هوفمان                  | 22 فبراير 2015 | 13.44                    |
| 63               | 12           | «Remember»                          | غريغ نيكوتيرو        | تشانينغ بويل                | 1 مارس 2015    | 14.43                    |
| 64               | 13           | «Forget»                            | ديفيد بويد           | كوري ريد                    | 8 مارس 2015    | 14.53                    |
| 65               | 14           | «Spend»                             | جينيفر لينتش         | ماثيو نيغريتي               | 15 مارس 2015   | 13.78                    |
| 66               | 15           | «Try»                               | مايكل إي. ساترازيميس | أنجيلا كانغ                 | 22 مارس 2015   | 13.76                    |
| 67               | 16           | «Conquer»                           | غريغ نيكوتيرو        | سكوت إم. غيمبل وسيث هوفمان  | 29 مارس 2015   | 15.78                    |

## الإصدار المنزلي
صدر الموسم الخامس من مسلسل الموتى السائرون على قرص مدمج (DVD وBlu-ray) في الولايات المتحدة وكندا في 25 أغسطس، 2015.

## وصلات خارجية
- الموقع الرسمي
- قائمة حلقات الموتى السائرون (الموسم 5)  على قاعدة بيانات الأفلام على الإنترنت